# Саримсакти
Саримсакти (каз. Сарымсақты) — мала річка у Казахстані, притока Лепси, яку разом з Агиникатти іноді розглядають як витік останньої. Протікає теренами Алакольського району Алматинської області. Належить до безстічного Балхаш-Алакольського басейну. Довжина цієї водної артерії становить 20 км.
Витік Саримсакти лежить на північному схилі Джунгарського Алатау. Вона протікає малонаселеною місцевістю, до самого гирла зберігаючи вигляд типового гірського водотоку. У гирлі зливається з Агиникатти на висоті 944,9 м, утворюючи ущелину, знану в середовищі туристів як Щоки. Похил річки доволі значний — 20 м/км. Течія стрімка, бурхлива. Дно кам'янисте зі складним рельєфом: бистринами, порогами тощо. Живлення льодовикове.
Господарського значення Саримсакти не має, але приваблює туристів своєю складністю. Для сплаву вона придатна, коли в ній високий рівень води, тобто у квітні — травні. Зазвичай сплавляються по ній на катамаранах або каяках, на річці налічують до 28 перешкод 4-ї категорії складності.